# Tony Valente

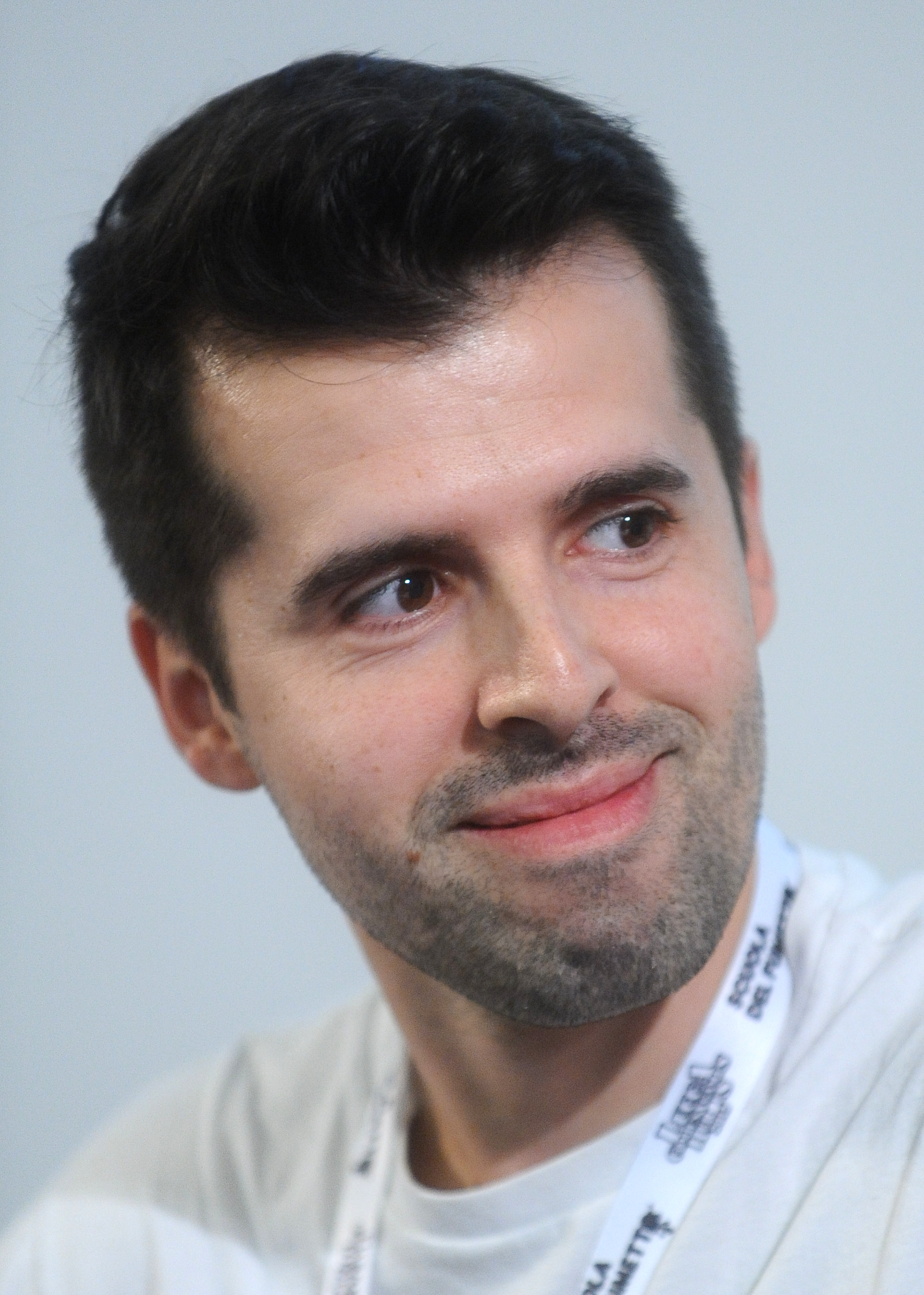
Tony Valente (2017)

Tony Valente (* 11. Oktober 1984 in Toulouse) ist ein französischer Comicautor. Bekannt geworden ist er durch den Comic Radiant. In Japan wurde eine Adaption von Radiant als Anime veröffentlicht. 2018 erschien die erste Staffel und 2019 die zweite Staffel.

## Leben
Valente begann bereits in jungen Jahren zu zeichnen. Als er 15 Jahre alt war, wurde Didier Tarquin auf ihn aufmerksam. Valente begann seine Karriere als Zeichner bei Delcourt mit dem Comic Les Quatre Princes de Ganahan in Zusammenarbeit mit dem Autor Raphaël Drommelschlager. Nach Abschluss des Comics startete er das Projekt Hana Attori. Dies ist geprägt durch den Einfluss von den Mangas Dragon Ball, Ranma ½, japanischen Anime-Adaption und dem Comic Lanfeust von Troy. Später zeichnete Tony Valente nach einer Geschichte von Didier Tarquin den Comic S.P.E.E.D Angels, der bei Soleil erschien.
Valente war der erste französische Autor, dessen Comic Radiant in Japan als Manga veröffentlicht wurde. Die Veröffentlichung wurde von Asukashinsha in der Edition Euromanga herausgegeben.
Während der 2019 in Japan ausgetragene Rugby-Union-Weltmeisterschaft zeichnete Valente die Titelseite des Sportmagazins L’Équipe vom 20. September.

## Werke (Auswahl)
- Les Quatre Princes de Ganahan, Autor: Raphaël Drommelschlager, Zeichnung und Coloration: Tony Valente, Delcourt, Collection Terres de Légendes, 2004–2007
- Les Filles de Soleil, collectifs, Soleil Productions, Band 12,14 und 18, 2008–2013
- Hana Attori, Autor, Zeichnung und Coloration: Tony Valente, Soleil Productions, Collection Soleil levant, 2008–2010
- S.P.E.E.D. Angels, Autor: Didier Tarquin, Zeichnung: Tony Valente, Coloration: Pop, Soleil Productions, 2012–2013
- Radiant, Autor, Zeichnung und Coloration: Tony Valente, Ankama, 2013–2020

## Auszeichnungen
Valente war für den Comic Radiant 2019 in der Kategorie Best European Book für den Harvey Award nominiert.